# Leszczyńska Anna lengyel királyi hercegnő
Leszczyńska Anna (Anna Leszczyńska) (Trzebnica, 1699. május 25. – Gräfinthal kolostor, Mandelbachtal, Rajnai Palotagrófság, 1717. június 20.), a Wieniawa nemzetségből származó lengyel királyi hercegnő, I. (Leszczyński) Szaniszló lengyel király idősebbik leánya.

## Élete
Anna Leszczyńska lengyel királyi hercegnő az alsó-sziléziai Trzebnica városában született, 1699. május 25-én. Édesapja a Wieniawa nemzetségből származó Leszczyński Szaniszló (Stanisław Leszczyński) lengyel herceg (1677–1766) volt, Poznań vajdája, Rafał (Rafael) Leszczyński hercegnek (szlachta), német-római birodalmi grófnak (1650–1703) és Anna Jabłonowska lengyel hercegnőnek (1660–1727) egyetlen fia.
Édesanyja a Łodzia nemzetségből származó Katarzyna Opalińska grófnő (kasztelana) (1680–1747), Jan Karol Opaliński poznańi grófnak (kasztelan) és Zofia Anna Czarnkowska grófnőnek leánya. Házasságukból két leánytestvér született:
- Anna Leszczyńska hercegnő (1699–1717),
- Maria Karolina Zsófia Leszczyńska hercegnő (1703–1768), 1725-től Franciaország királynéja.

Születésekor hazája a szász Wettin-ház uralma alatt állt. Születésének évében édesapját, Stanisław Leszczyński herceget Poznań vajdájává nevezték ki. Az 1700–1721 között dúló nagy északi háború első éveiben XII. Károly svéd király jelentős győzelmeket aratott az oroszok felett, és 1704-ben Anna hercegnő apját, Leszczyński Szaniszló vajdát segítette Lengyelország trónjára, I. Szaniszló király néven. Leányai királyi hercegnői rangra emelkedtek. 1706-ban Károly a legyőzött II. (Erős) Ágost királyt hivatalosan is lemondatta a lengyel trónról.
1709-ben azonban XII. Károly poltavai veresége után Erős Ágost orosz segítséggel visszatért trónjára. Leszczyński Szaniszló családjával együtt Stettinen és Kristianstadon keresztül Stockholmba menekült. 1714-ben Károly király átmeneti megoldásként Leszczyński Szaniszlónak adta a saar-vidéki Pfalz–Zweibrücken (francia neve: Palatinat–Deux-Ponts) hercegséget, saját hűbéri birtokát, ahol a család rangjához méltó udvart vihetett. A két leánytestvér is itt nevelkedett.[forrás?] A 18 éves Anna hercegnő azonban 1717-ben a gräfinthali bencés kolostorban meghalt, tüdőgyulladás következtében. A perjelség újonnan épült, éppen csak befejezett templomában temették el.

## Felmenői
| Leszczyńska Anna lengyel királyi hercegnő | Édesapja: I. Szaniszló lengyel király (Stanisław Leszczyński) | Apai nagyapja: Rafał (Rafael) Leszczyński herceg | Apai dédapja: Bogusław Leszczyński alkancellár          |
| Leszczyńska Anna lengyel királyi hercegnő | Édesapja: I. Szaniszló lengyel király (Stanisław Leszczyński) | Apai nagyapja: Rafał (Rafael) Leszczyński herceg | Apai dédanyja: Anna Denhoffówna grófnő                  |
| Leszczyńska Anna lengyel királyi hercegnő | Édesapja: I. Szaniszló lengyel király (Stanisław Leszczyński) | Apai nagyanyja: Anna Jabłonowska hercegnő        | Apai dédapja: Stanisław Jan Jabłonowski hetman          |
| Leszczyńska Anna lengyel királyi hercegnő | Édesapja: I. Szaniszló lengyel király (Stanisław Leszczyński) | Apai nagyanyja: Anna Jabłonowska hercegnő        | Apai dédanyja: Marianna Kazanowska grófnő               |
| Leszczyńska Anna lengyel királyi hercegnő | Édesanyja: Katarzyna Opalińska grófnő                         | Anyai nagyapja: Jan Karol Opaliński poznańi gróf | Anyai dédapja: Krzysztof Opaliński herceg (szlachta)    |
| Leszczyńska Anna lengyel királyi hercegnő | Édesanyja: Katarzyna Opalińska grófnő                         | Anyai nagyapja: Jan Karol Opaliński poznańi gróf | Anyai dédanyja: Teresa Konstancya Czarnkowska hercegnő  |
| Leszczyńska Anna lengyel királyi hercegnő | Édesanyja: Katarzyna Opalińska grófnő                         | Anyai nagyanyja: Zofia Anna Czarnkowska hercegnő | Anyai dédapja: Adam Uriel Czarnkowski herceg (szlachta) |
| Leszczyńska Anna lengyel királyi hercegnő | Édesanyja: Katarzyna Opalińska grófnő                         | Anyai nagyanyja: Zofia Anna Czarnkowska hercegnő | Anyai dédanyja: Theresa Zaleska grófnő                  |

## Külső hivatkozások
- http://stanislas.pagesperso-orange.fr/stanislas/stanislas-biographie.htm
- http://gw4.geneanet.org/index.php3?b=madile&lang=fr;p=anna;n=leszczynska%5B%5D Családi kapcs
- Angelika Schneider: Anna Leszczynska - polnische Exil-Prinzessin in Zweibrücken und in der Saargegend,  in: Zeitschrift für die Geschichte der Saargegend. Saarbrücken, Verein. - Bd. 56/57 (2008/2009), S. 131-139 : Ill. ISSN 0513-9058 Saarländische Bibliographie honlap (németül)

## Fordítás
- Ez a szócikk részben vagy egészben  az   Anna Leszczyńska című német Wikipédia-szócikk fordításán alapul.  Az eredeti cikk szerkesztőit annak laptörténete sorolja fel. Ez a jelzés csupán a megfogalmazás eredetét és a szerzői jogokat jelzi, nem szolgál a cikkben szereplő információk forrásmegjelöléseként. Ez a szócikk részben vagy egészben  az   Anne Leszczynska című francia Wikipédia-szócikk fordításán alapul.  Az eredeti cikk szerkesztőit annak laptörténete sorolja fel. Ez a jelzés csupán a megfogalmazás eredetét és a szerzői jogokat jelzi, nem szolgál a cikkben szereplő információk forrásmegjelöléseként.